# Dirk Bruyn
Dirk Bruyn (1657 - maart 1708), ook wel Dirk Bruijn, was een Amsterdamse drukker. Hij was werkzaam van 1695 tot en met 1708.

## Leven en werk
Dirk Bruyn werd geboren in 1657 als de zoon van Dirk Bruyn, een droogscheerder, en Femmetje Hendricx (Meyer). Op 16 februari 1657 werd hij gedoopt in de Evangelisch-Lutherse Kerk in Amsterdam. Dirk Bruyn trad op 15 oktober 1685 samen met zijn vijf jaar jongere broer Hendrik toe tot het gilde van boekdrukkers. De broers waren Luthers en drukten dan ook verschillende Lutherse boeken. Op 15 september 1688 werden ze veroordeeld tot 1 jaar winkelsluiting en 150 gulden boete wegens het drukken en verkopen van een spotschrift. 
Op 10 juli 1696 werden de broers eigenaar van de drukkerij van Erven Blaeu op de Bloemgracht. Ze maakten vermoedelijk sinds 1 mei 1696 al gebruik van deze drukkerij. Tot aan hun dood bleven de broers gevestigd aan de Bloemgracht. Hun pand stond bekend als 'Bloemgracht aan de derde brug' of 'Bloemgracht op de hoek van de laatste dwarsstraat'. 

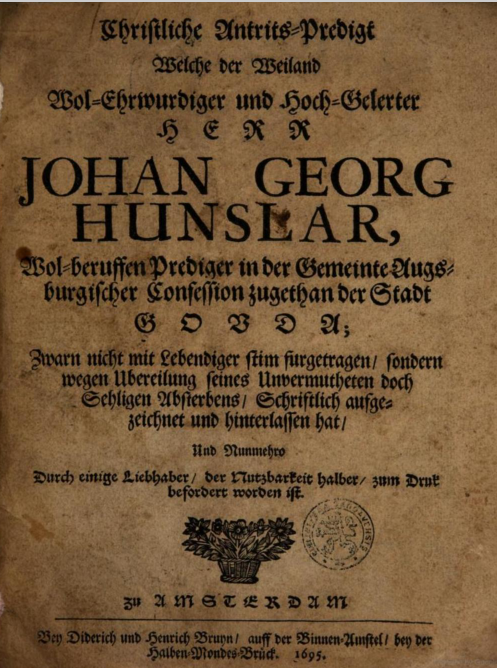
De titelpagina van Christliche Antrits-Predigt van Johan Georg Hunslar, waarop Dirk en Hendrik Bruyn hun namen in het Duits hebben gedrukt.

Dirk Bruyn overleed in maart 1708. Hij werd op 12 maart 1708 begraven. Zijn helft van de boekdrukkerij werd naar aanleiding van zijn testament eigendom van zijn ouders. Hendrik Bruyn kocht die helft van de drukkerij van zijn ouders waardoor hij volledig eigenaar werd.

## Uitgegeven werken
Van 1695 tot en met 1709 verschenen verschillende uitgaven met daarop de namen van Dirk en Hendrik Bruyn. Deze uitgaven hadden vrijwel allemaal iets met de Lutherse gemeente te maken. De broers drukten onder andere veel Lutherse bijbeltjes en psalmboekjes. Deze bijbeltjes en psalmboekjes werden in 1701 gedrukt. De boekjes konden naar aanleiding van een overeenkomst die op 27 april 1700 opgesteld was alleen verkocht worden met toestemming van papierkoper Jan van Duysbergh. Hij had de psalmen namelijk berijmd en hij had op 7 januari 1688 voor 15 jaar privilege van de Staten van Holland gekregen voor de uitgave.
De broers drukten veel in het Nederlands, maar ook een aantal werken in andere talen, waaronder het Duits. Op de werken die ze in het Duits drukten, noemden ze zichzelf 'Diderich und Hendrich Bruyn'.
Dirk en Hendrik Bruyn gaven onder andere ook de volgende werken uit:
- Gregorio Leti (1691). Teatro Gallico, o vero La monarchia della real casa di Borbone in Francia.
- Johan Georg Hunslar (1695). Christliche Antrits-Predigt.
- Maarten Luther (1701). Nederduytse bybel, dat is: het Oude en Nieuwe Testament.
- Willem van Haagt (1701). De CL. psalmen Davids.
- Joh. Wilh. van Sonten (1704). Simeons verlangen na een zalig afsterven, op het zien van Jezus zynen Heiland; Uit de woorden van Luc. II. vers 29, en 30. in een christelyke lyk-reden vertoond: Ter gelegentheid van het onverwagte afsterven van den wel-eerwaardigen en zeer geleerden heer Georg Henrik Petri.